# 小野高福
小野 高福（おの たかとみ、安永3年（1774年） - 嘉永5年6月5日（1852年7月21日）は、江戸時代後期の旗本。飛騨郡代。父は小野高達、母は祖父小野高品の娘。室は不詳。継室は神官塚原石見の娘、磯。子に山岡鉄舟ら。通称は鉄太郎、朝右衛門。家禄は600石。
寛政2年（1790年）家督を継ぎ、文化元年（1804年）大番となる。出役で蔵奉行となり、弘化2年（1845年）飛騨郡代となって布衣着用を許される。子の山岡鉄舟も父の転勤に伴い、幼少期を高山で過ごしている。在任中は町会所を利用し、医師が会談することを勧め、丙午出生児の迷信を打破するよう諭し、それまで形式的であった宗門人別帳を実際的なものにするよう指導した。嘉永5年（1852年）高山陣屋において死去。享年79。戒名は徳照院殿雄道堅達大居士。墓は妻の墓と共に、岐阜県高山市の宗猷寺にある。

## 経歴
- 寛政2年（1790年）家督を継ぐ。
- 文化元年（1804年）大番となる。
- 弘化2年（1845年） 飛騨郡代となり、布衣着用を許される。
- 嘉永5年（1852年） 死去